# Cecilia Mangini
Cecilia Mangini (31. července 1927 v Mola di Bari – 21. ledna 2021 v Římě) byla italská dokumentaristka, scenáristka a fotografka. Je považována za první a nejdůležitější italskou dokumentaristku poválečného období. Mangini často pracovala se svým manželem Linem Del Fra, ale také s dalšími italskými intelektuály, jako byl Pier Paolo Pasolini. Její práce byly vždy sociálně kritické a komunistické.

## Životopis

### Dětství a mládí
Její matka pocházela z Florencie, její otec pocházel z Apulie a obchodoval s kůží. V roce 1933 – Cecilii bylo šest let – opustila rodina jih Itálie, která byla těžce zasažena hospodářskou krizí, a přestěhovala se do Florencie. Tam se stejně jako mnoho jejích současníků stala horlivým zastáncem fašismu. Začala se zajímat o výtvarné umění a kino a navštěvovala místní „Cinegufs“: filmové kruhy organizované fašistickými univerzitními skupinami. Teprve po válce objevila pro sebe neorealismus a komunismus, stala se pravidelnou návštěvnicí florentských filmových klubů a založila filmový klub „Controcampo“ (v němčině „Gegenschuss“). V roce 1952 se přestěhovala do Říma, kde pracovala pro organizaci italských filmových klubů. Tam potkala svého budoucího manžela, který tam také pracoval, dokumentaristu Lina Del Fra.

### Filmová kritička
Stejně jako ostatní italští filmaři i Del Fra zahájila svou kariéru jako filmová kritička: od počátku 50. let psala recenze pro levicový filmový časopis Cinema Nuovo; kromě toho psala také pro Cinema '60 a Eco del cinema. Dále také psala příspěvky do lexikonu „Enciclopedia Cinematografica Conoscere“.

### Fotografie
Díky hlubokému zakořeněni ve světě filmu začala autorka fotografovat během natáčení. V roce 1952 odcestovala do Lipari na svou první fotoreportáž. Tam dokumentovala náročné pracovní podmínky a každodenní život pracovníků v lomu na pemzu na fotoaparát Zeiss Super Ikonta 6 × 6. Na ostrově Panarea fotografovala každodenní práci místních dětí, například rybolov nebo v cestovním ruchu. Fotografie vypadají jako momentky, ale jsou pečlivě komponovány a naznačují blízkost Mangini k neorealismu. Některé z nich byly publikovány až v roce 2017.
Mangini pracovala jako fotografka až do roku 1958. Její nejdůležitější fotoreportáží však byla část o životních podmínkách v zemi během války ve Vietnamu, která se objevila až v roce 1965 v levicovém L'Espresso a ve feministickém časopise Noi donne. Původně cestovala do Vietnamu s Lino Del Fra na filmový projekt. Ti dva však museli po čtyřech měsících zemi opustit kvůli rostoucímu nepřátelství; film nikdy nebyl natočen.
Podle jejího vlastního prohlášení Mangini ukončila svou kariéru fotografky poté, co se narodil její syn Luca.

## Filmografie

### Jako režisérka
- Ignoti alla città (1958), krátký film
- Maria e i giorni (1959)
- Firenze di Pratolini (1959)[5]
- La canta delle Marane (1960), krátký film
- Stendalì – Suonano ancora (1960), krátký film
- La passione del grano (1960), spolu s Lino del Fra
- Fata Morgana (1961), spolu s Lino del Fra
- All’armi, siam fascisti! (1962), spolu s Lino Del Fra a Lino Micciché
- La statua di Stalin (1963), dokumentární krátký film, spolu s Lino Del Fra
- Divino Amore (1963)
- Trieste del mio cuore (1964)
- Pugili a Brugherio (1965)
- Tommaso (1965)
- Felice Natale (1965)
- Essere donne (1965)
- Brindisi ’66 (1966)
- Domani vincerò (1969)
- La briglia sul collo (1974)
- In viaggio con Cecilia, spolu s Mariangela Barbanente (2013)
- Le Vietnam sera libre, spolu s Paolo Pisanelli (2018)
- Due scatole dimenticate – un viaggio in Vietnam, spolu s Paolo Pisanelli (2020)[6]

### Jako scenáristka
- Stendalì – Suonano ancora (1960)
- All’armi, siam fascisti! (1962)
- La statua di Stalin (1963)
- La torta in cielo, Regie: Lino Del Fra (1970)
- La villeggiatura, Regie: Marco Leto (1973)
- Antonio Gramsci – Die Jahre im Kerker, Regie: Lino Del Fra (1977)
- Klon, Regie: Lino Del Fra (1994)
- Regina Coeli, Regie: Nico D’Alessandria (2000)
- In viaggio con Cecilia (2013)